# U.S. Route 95
Pour les articles homonymes, voir Route 95.
La U.S. Route 95 (US 95)est une U.S. Route qui traverse les États-Unis du sud au nord dans l'ouest du pays. Contrairement à beaucoup d'autres routes américaines, elle n'a pas été supprimée ou remplacée sur presque toute sa longueur par une Interstate, en raison de son parcours essentiellement rural. Pour cette raison, elle fonctionne toujours de frontière à frontière et est une route principale des États du Nevada et de l'Idaho.
Le terminus sud de la route est situé à San Luis, en Arizona, à la frontière mexicaine, où elle rejoint l'autoroute fédérale mexicaine 2 à San Luis Río Colorado.En 2010, le terminus nord de la route se trouve à Eastport, dans le comté de Boundary en Idaho. Elle atteint la frontière canadienne et se poursuit vers le nord en Colombie-Britannique comme Route 95.

## Description du tracé
|       | mi    | km    |
| ----- | ----- | ----- |
| AZ    | 123   | 199   |
| CA    | 130   | 209   |
| NV    | 647   | 1 041 |
| OR    | 121   | 195   |
| ID    | 539   | 867   |
| Total | 1 561 | 2 512 |

### Arizona
La US 95 débute au poste-frontière de San Luis, lequel relie les villes de San Luis (Arizona) et de San Luis Río Colorado (Sonora, Mexique). Elle se dirige vers le nord en longeant le fleuve Colorado jusqu'à Yuma, où elle traverse la ville et l'I-8. Alors qu'elle quitte Yuma, la US 95 est une route à deux voies et elle passe par le Yuma Proving Ground de l'Armée américaine.
Elle se dirige vers le nord dans le désert et elle passe à l'ouest du Kofa National Wildlife Refuge. Elle ne croise aucune ville entre Yuma et Quartzsite. Là, elle rencontre l'I-10 et forme un multiplex avec celle-ci vers l'ouest. Elle demeure en multiplex jusqu'à la frontière avec la Californie, marquée par le fleuve Colorado, à Ehrenberg.

### Californie
La US 95 entre en Californie à Blythe alors qu'elle forme un multiplex avec l'I-10. Au sud-est de Blythe, elle quitte l'autoroute et se dirige vers le nord. Elle longe la rive ouest du fleuve Colorado et atteint finalement l'I-40 à Needles. Elle rejoint l'autoroute pour former un multiplex vers l'ouest. Au nord-ouest de Needles, elle quitte l'autoroute et continue vers le nord jusqu'à ce qu'elle atteigne la frontière avec le Nevada.
La US 95 est la seule US Route à entrer en Californie sans y avoir l'une de ses extrémités.

### Nevada
La US 95 entre au Nevada dans la pointe sud de l'état, au sud de Cal-Nev-Ari. La route y devient une voie rapide comptant quatre voies alors qu'elle passe par Searchlight, en direction de Boulder City. La US 95 est la plus longue route du Nevada avec près de 647 miles (1 040 km). Elle rejoint l'I-11 / US 93 au sud de la ville et les routes forment un multiplex jusqu'à Henderson, au sud-est de Las Vegas. À Henderson, l'I-11 prend fin et l'I-515 débute, à la jonction avec l'I-215. La US 93 / US 95 rejoint l'I-515 vers le nord-ouest jusqu'à la jonction avec l'I-15, autoroute à laquelle se joint la US 93. L'I-515 prend fin et la US 95 poursuit son trajet seule en traversant le nord-ouest de la ville en configuration autoroutière.
Alors qu'elle quitte Las Vegas par le nord-ouest, la US 95 devient une voie rapide à quatre voies. Elle passe par Indian Springs. À l'ouest de cette ville, elle redevient une route à deux voies. Elle passe par Amargosa Valley, Beatty, Goldfield et Tonopah, au nord-ouest. Elle y rencontre la US 6 et forme un multiplex avec celle-ci jusqu'à Coaldale, à l'ouest. La route reprend son trajet seule en se dirigeant vers le nord-ouest. Elle passe par Hawthorne et entre dans la Réserve indienne de Walker, où elle traverse la ville de Schurz. Elle continue vers le nord, traverse Fallon et continue vers le nord. Au nord de Fallon, elle rencontre l'I-80 et débute un multiplex avec celle-ci vers le nord-est sur 93 miles (150 km), jusqu'à Winnemucca. Elle quitte l'autoroute et se dirige vers le nord. Elle ne croise aucune ville avant McDermitt, 73 miles (120 km) au nord, ville à la frontière avec l'Oregon.

### Oregon

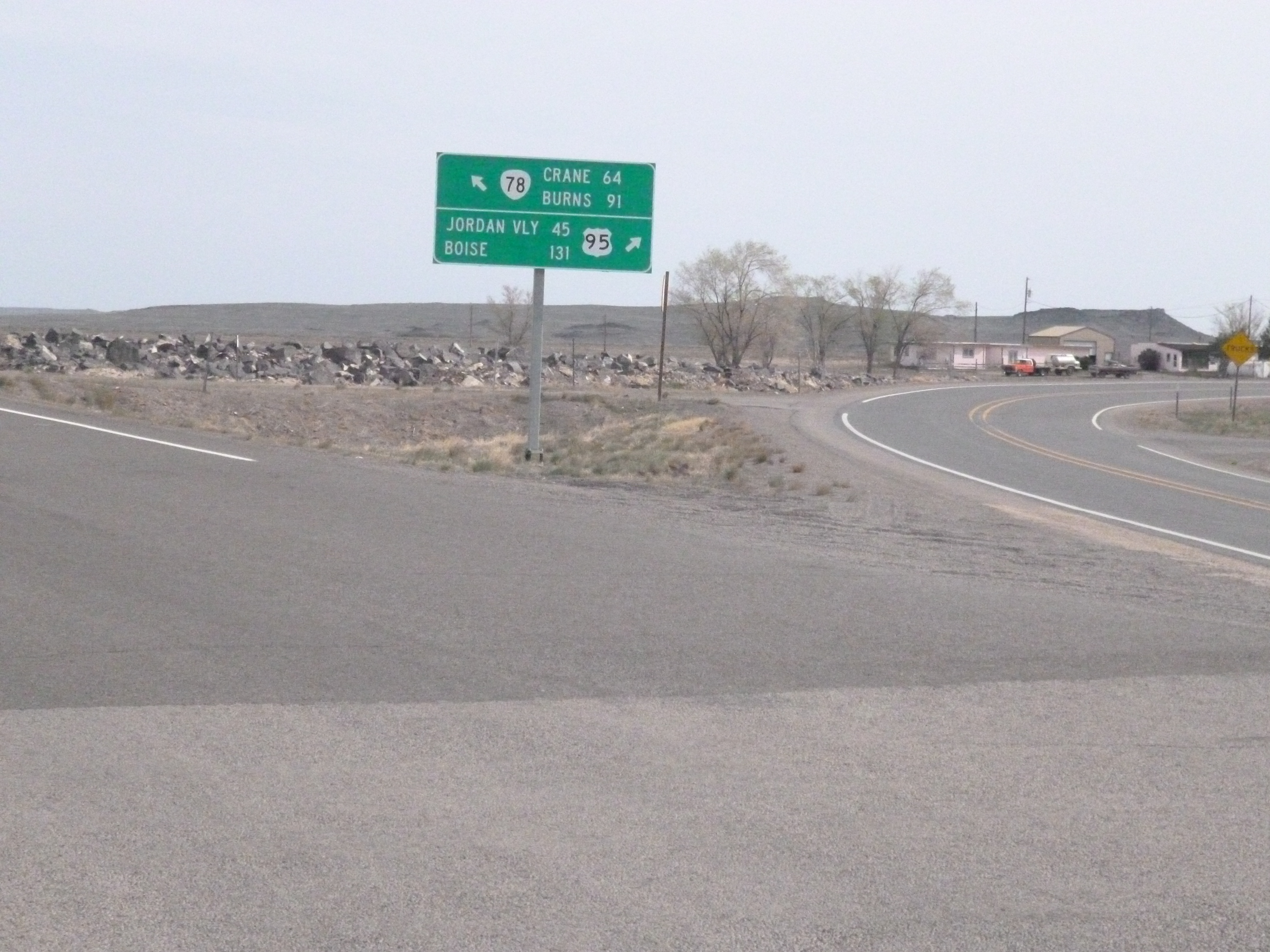
Intersection de la US 95 et de la Oregon Route 78

En Oregon, la US 95 est une route à deux voies traversant une région à faible densité de population dans le désert du sud-est de l'état. Depuis la frontière avec le Nevada, la route se dirige vers le nord et, graduellement, grimpe la crête de Blue Mountain Pass, à une altitude de 5 293 pieds (1 613 m) au-dessus du niveau de la mer. La US 95 redescend et atteint Basque Station et Burns Junction. Elle bifurque vers l'est pour atteindre Rome et Jordan Valley. La route reprend la direction nord à Jordan Valley et longe la frontière avec l'Idaho. Elle la traverse environ 20 miles (32 km) au nord de Jordan Valley.

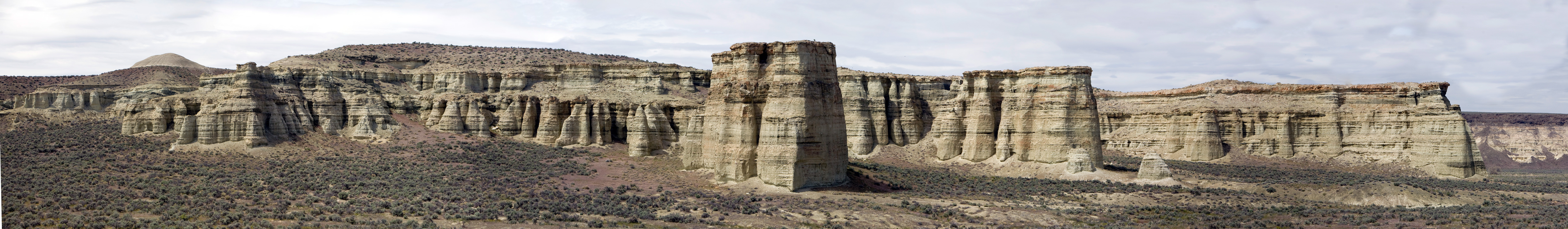
Pillars of Rome au sud-est de l'Oregon, près de Rome

### Idaho

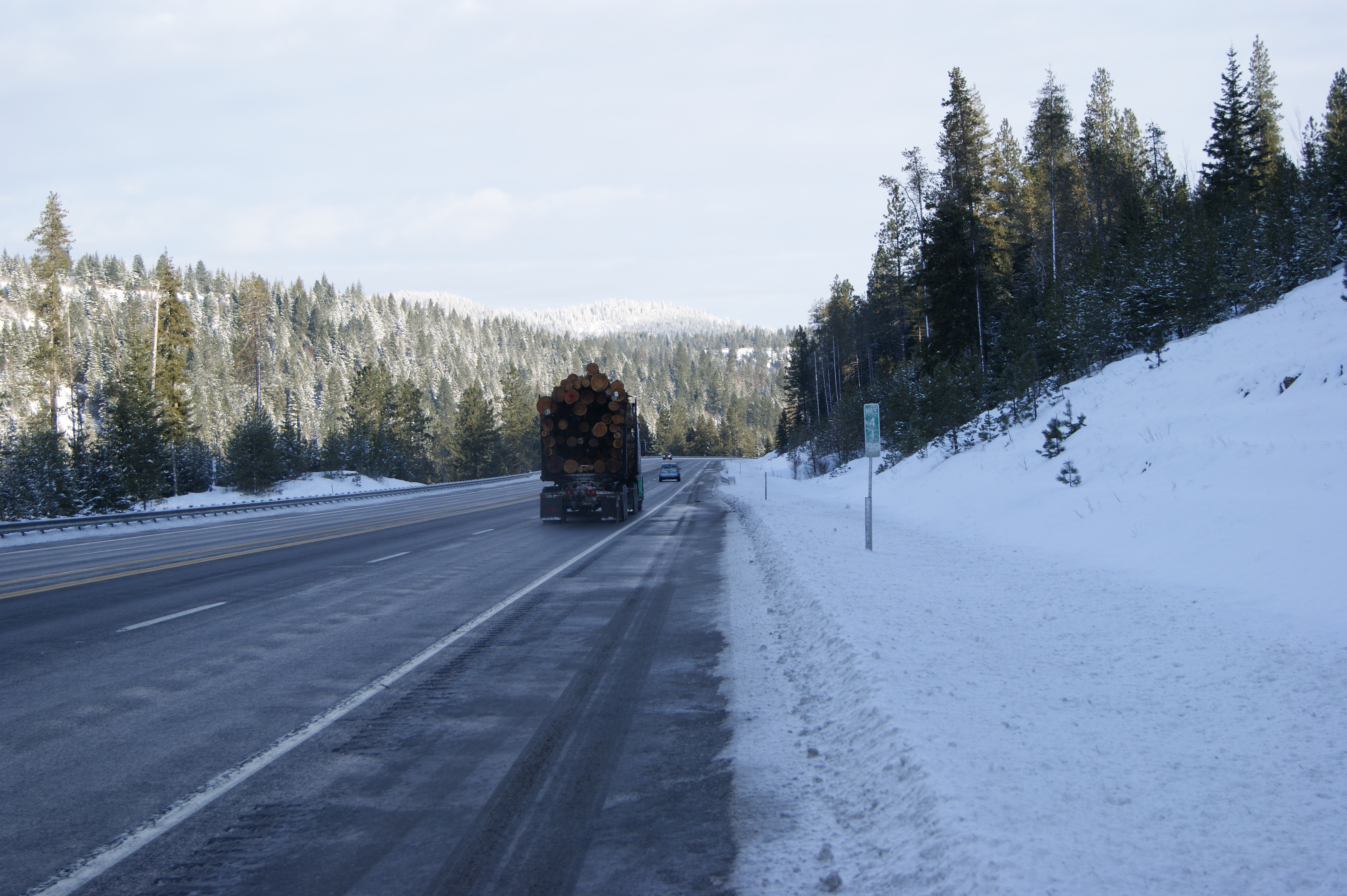
US 95 en Idaho

La US 95 entre en Idaho dans le comté d'Owyhee environ 50 miles (80 km) au sud-ouest de Boise. Elle passe par Homedale et traverse la Snake River avant de rencontrer la US 20 / US 26. Elle rejoint le multiplex vers le nord sur huit miles (13 km). Alors que la route continue vers le nord, elle croise l'I-84 et la US 30 au sud de Fruitland. Elle passe par Payette et Weiser en longeant la Snake River avant de s'en éloigner. Elle passe ensuite par Midvale et Cambridge, où elle adopte une orientation vers le nord-est. Elle atteint New Meadows, où elle reprend la direction nord.
La route se rend à Grangeville en longeant la rivière Salmon et, à Grangeville, elle bifurque vers le nord-ouest. Elle passe par Cottonwood avant d'entrer dans la Réserve de Nez Perce. Elle traverse ensuite Craigmont, et Lapwai avant de traverser la rivière Sweetwater et de former un multiplex avec la US 12. Elle se dirige vers l'ouest jusqu'à Lewiston où elle bifurque vers le nord. Elle longe maintenant la frontière avec l'État de Washington alors qu'elle passe par Moscow, De Smet, Plummer et Worley sur sa route vers Coeur d'Alene.
Elle traverse Coeur d'Alene vers le nord et, jusqu'à Athol, est en configuration autoroutière. Elle entre dans le Panhandle de l'Idaho et continue vers le nord jusqu'à Sandpoint. Elle y entame un multiplex avec la US 2 vers le nord jusqu'au nord de Bonners Ferry. La route passe dans la Vallée de Kootenay et, près de Copeland, quitte la vallée pour traverser quelques montagnes vers la frontière canadienne. À Eastport, elle atteint son terminus nord. La route se poursuit au-delà comme Route 95 en Colombie-Britannique.

## Intersections majeures
Arizona
Calle 1 à la frontière mexicano-américaine à San Luis
 I-8 à Yuma
 I-10 à Quartzsite. Les routes forment un multiplex jusqu'à Blythe, Californie.
Californie
 I-40 à Needles. Les routes forment un multiplex jusqu'au nord-ouest de Needles.
Nevada
 I-11 / US 93 à Boulder City. L'I-11 / US 95 forment un multiplex jusqu'à Henderson. La US 93 / US 95 forment un multiplex jusqu'à Las Vegas.
 I-215 à Henderson
 I-515 à Henderson. Les routes forment un multiplex jusqu'à Las Vegas.
 I-15 à Las Vegas
 US 6 à Tonopah. Les routes forment un multiplex jusqu'à Coaldale.
 US 50 à Fallon. Les routes forment un multiplex dans la ville.
 I-80 au sud de Lovelock. Les routes forment un multiplex jusqu'à Winnemucca.
Oregon
Pas d'intersections majeures
Idaho
 US 20 / US 26 au sud-est de Parma. Les routes forment un multiplex jusqu'au nord de Parma.
 I-84 au sud de Fruitland
 US 30 au sud de Fruitland. Les routes forment un multiplex jusqu'à Fruitland.
 US 12 à l'ouest de Spalding. Les routes forment un multiplex jusqu'à Lewiston.
 US 195 au nord de Lewiston
 I-90 à Coeur d'Alene
 US 2 à Sandpoint. Les routes forment un multiplex jusqu'au nord de Bonners Ferry.
 Route 95 à la frontière canado-américaine à Eastport

## Routes auxiliaires
- US 195, route sud-nord reliant Lewiston, Idaho à Spokane, Washington.
- US 395, route sud-nord reliant Hesperia, Californie à Laurier, Washington en passant par le Nevada et l'Oregon.